# علم جزيرة القيامة
علم جزيرة الفصح flag of Easter Island أو ( تي ريفا رابا نوي ) هو علم جزيرة الفصح (جزيرة القيامة)، وهي منطقة خاصة في تشيلي. تم رفعه لأول مرة بشكل علني إلى جانب العلم الوطني في 9 مايو 2006. 

## الوصف

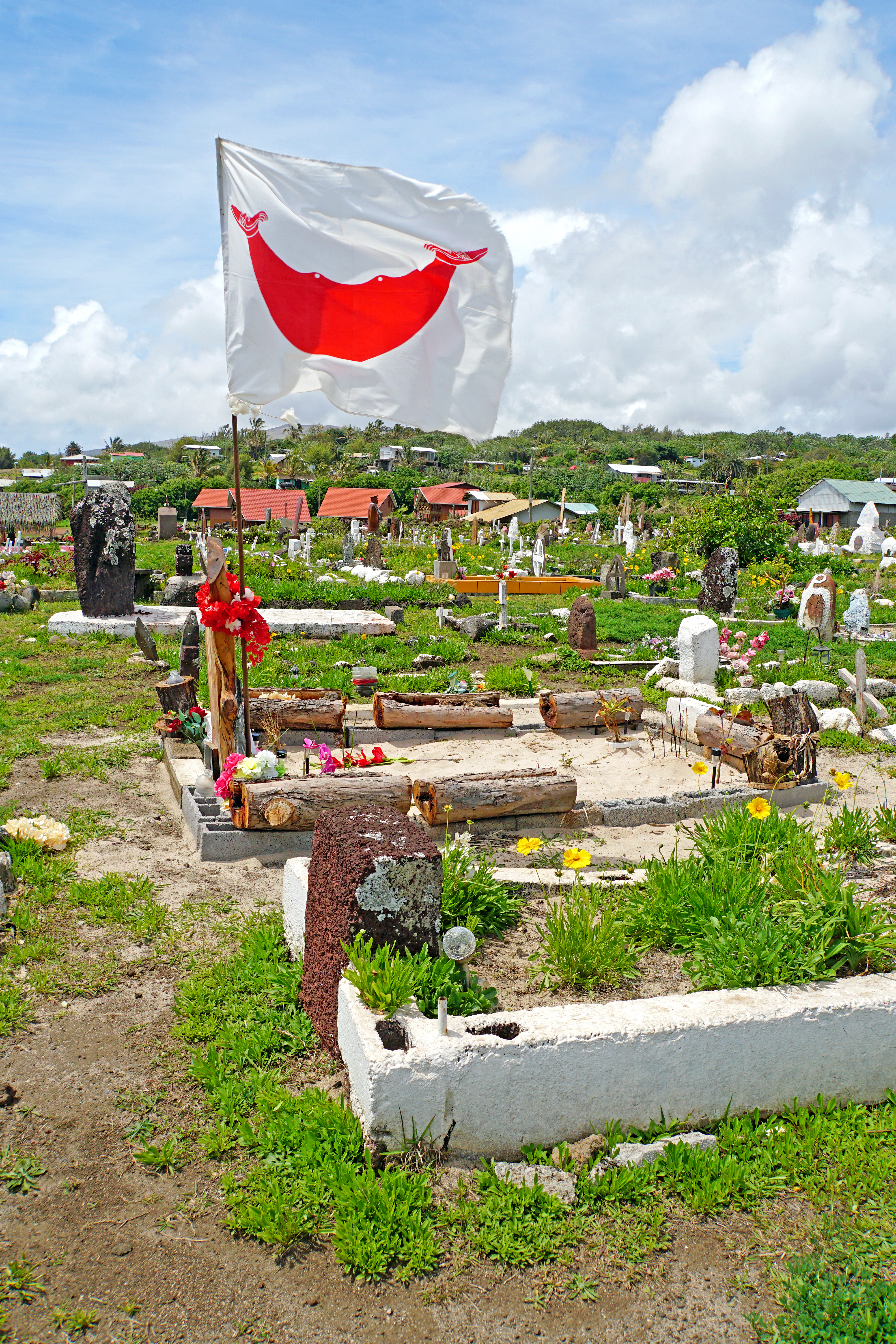
علم جزيرة القيامة في مقبرة هانجا روا.

العلم بشكل عام أبيض اللون يظهر في وسطه رييميرو (زينة صدرية خشبية كان يرتديها شعب رابا نوي ذات يوم) مطلي باللون الأحمر ( مانا )، وهو رمز للقوة، مع شخصيتين مجسمتين على حوافه، تمثلان الأريكي ('الزعماء والنبلاء').
يتميز أحد المتغيرات بوجود أربعة من Tangata Manu السوداء ("رجل الطائر") في كل زاوية من العلم.[بحاجة لمصدر]

## تاريخه
تم إنشاء مجلس من السكان المحليين عام 1880 لتبني الجزيرة جهاز الدولة الحديثة وإجراء حوار مع دولة تشيلي، والتي ضمت الجزيرة في نهاية المطاف عام 1888.
لمدة سنوات عديدة، تم استخدام العلم بشكل غير رسمي من قبل سكان الجزيرة البولينيزيين لتمثيل جزيرتهم، ومع ذلك كان العلم الرسمي هو العلم الأبيض والذهبي لبلدية جزيرة القيامة ". في عام 2006، تمت ترقيتها إلى "منطقة خاصة" وتم السماح بالاستخدام الاختياري لاسم رابا نوي في الوثائق الحكومية لأول مرة، مع اعتماد علم ريميرو كعلم للكيان.